# VDSL
خط اشتراک دیجیتال با سرعت بسیار بالا (انگلیسی: Very high-speed digital subscriber line) و خط اشتراک دیجیتال با سرعت بسیار بالا ۲ (انگلیسی: Very high-speed digital subscriber line 2) به اختصار وی‌دی‌اس‌ال (انگلیسی: VDSL) فناوری خط اشتراک دیجیتال است که انتقال داده را سریعتر از خط اشتراک دیجیتال نامتقارن ارائه می‌دهند. سرعت دانلود در این استاندارد، ۵۲ مگابیت دانلود و ۱۶ مگابیت آپلود و به صورت نامتقارن است.

## تاریخچه و استانداردها
فناوری VDSL نخستین‌بار در دهه ۱۹۹۰ توسط Bellcore و دانشگاه استنفورد توسعه یافت و استاندارد VDSL1 (ITU‑T G.993.1) در سال ۲۰۰۱ منتشر شد. نسخه پیشرفته‌تر آن، VDSL2 (ITU‑T G.993.2)، در فوریه ۲۰۰۶ معرفی شد و با استفاده از پهنای باند تا ۳۰ مگاهرتز به سرعت‌های بیش از ۲۰۰ مگابیت/ثانیه می‌رسد.

## مزایا و معایب

### مزایا
- فراهم کردن سرعت بسیار بالاتر نسبت به نسل قبلی (تا ۲۰۰ مگابیت در VDSL2)[۲]
- استفاده از زیرساخت مسی موجود بدون نیاز به فیبر تا خانه[۳]
- قابلیت ارائه خدمات چندگانه (اینترنت، صدا و تلویزیون) روی همان خط[۴]

### معایب
- افت قابل‌توجه سرعت با افزایش فاصله تا مرکز توزیع (بالاتر از ~۱ کیلومتر)[۵]
- امکان تداخل الکترومغناطیسی و تأثیر کیفیت مس روی عملکرد[۶]